# USS Seal (SS-183)
USS Seal (SS-183) là một  tàu ngầm lớp Salmon được Hải quân Hoa Kỳ chế tạo vào nữa sau thập niên 1930. Nó là chiếc tàu chiến thứ hai của Hải quân Hoa Kỳ được đặt cái tên này, theo tên loài hải cẩu. Nó đã phục vụ trong suốt Chiến tranh Thế giới thứ hai, thực hiện tổng cộng mười hai chuyến tuần tra và đánh chìm bảy tàu Nhật Bản với tổng tải trọng 27.765 tấn. Con tàu được rút về làm nhiệm vụ huấn luyện từ cuối năm 1944, và ngừng hoạt động ngay sau khi xung đột chấm dứt, rồi bị bán để tháo dỡ vào năm 1957. Seal được tặng thưởng mười Ngôi sao Chiến trận do thành tích phục vụ trong Thế Chiến II.

## Thiết kế và chế tạo
Thiết kế của lớp Salmon được cải tiến dựa trên lớp Porpoise Kiểu P-5 dẫn trước, là thế hệ tàu ngầm đầu tiên đạt được tốc độ 21 hải lý trên giờ (39 km/h) với một hệ thống động lực tin cậy, cho phép chúng hoạt động phối hợp với các thiết giáp hạm tiêu chuẩn trong đội hình hạm đội. Ngoài ra, tầm hoạt động 11.000 hải lý (20.000 km) mà không cần tiếp thêm nhiên liệu cho phép chúng tuần tra đến tận vùng biển nhà Nhật Bản. Hệ thống động lực "tổng hợp" bao gồm bốn động cơ diesel, gồm hai chiếc vận hành trực tiếp trục chân vịt và hai chiếc để chạy máy phát điện dùng cho nạp ắc quy hay tăng tốc trên mặt nước.  Lườn tàu có cấu trúc vỏ kép một phần với hai đầu là vỏ đơn, vốn là một phiên bản hoàn thiện hơn của chiếc USS Dolphin (SS-169) và áp dụng thành công trên lớp Porpoise Kiển P-3 và P-5, kỹ thuật hàn đã được các xưởng tàu áp dụng rộng rãi cho toàn bộ cấu trúc con tàu.
Seal có chiều dài 308 foot (94 m), với trọng lượng choán nước khi nổi là 1.435 tấn Anh (1.458 t) và khi lặn là 2.198 tấn Anh (2.233 t). Nó được trang bị động cơ Hooven-Owens-Rentschler (H.O.R.) 9-xy lanh hoạt động hai chiều, một thiết kế không thành công khi bị rung động rất lớn do mất cân bằng và gặp rất nhiều trục trặc khi vận hành. Sau này trong chiến tranh chúng được thay thế bằng kiểu động cơ GM-Winton 16-278A. Vũ khí trang bị chính được tăng lên tám ống phóng ngư lôi 21 in (530 mm), gồm bốn ống trước mũi và bốn ống phía đuôi, và được bổ sung máy tính dữ liệu ngư lôi để chúng hiệu quả hơn. Con tàu còn có một hải pháo 3 inch/50 caliber trên boong tàu và bốn súng máy M1919 Browning .30-caliber (7,62 mm).
Seal được đặt lườn tại xưởng tàu của hãng Electric Boat Company ở Groton, Connecticut vào ngày 25 tháng 5, 1936. Nó được hạ thủy tại Căn cứ Tàu ngầm Hải quân New London vào ngày 25 tháng 4, 1937, được đỡ đầu bởi bà Rosemary G. Greenslade, và được cho nhập biên chế cùng Hải quân Hoa Kỳ vào ngày 30 tháng 4, 1937 dưới quyền chỉ huy của Hạm trưởng, Đại úy Hải quân Karl G. Hensel.

## Lịch sử hoạt động

### 1937 - 1941
Sau khi hoàn tất đợt chạy thử máy huấn luyện káo dài tại vùng biển Caribe và sửa chữa sau chạy thử máy, Seal rời khu vực New England vào cuối tháng 11, 1937, băng qua kênh đào Panama để đi đến cảng nhà mới Coco Solo. Đến nơi vào ngày 3 tháng 12, nó hoạt động ngoài khơi Balboa, Panama và Coco Solo cho đến tháng 1, 1939, khi nó đi đến Haiti để tham gia cuộc tập trận Vấn đề Hạm đội XX. Cuộc tập trận quy mô lớn này mô phỏng việc phòng thủ các lối tiếp cận Trung Mỹ và Nam Mỹ, được tổ chức vào cuối tháng 2 tại khu vực Tiểu Antilles. Đến cuối tháng 3, nó quay trở lại khu vực Haiti–Cuba để thực hành cùng Đội tàu ngầm 4, rồi sang tháng 4 đã quay trở về New London, Connecticut để đại tu đồng thời chỉnh sửa động cơ chính. Đến tháng 6, nó băng qua kênh đào Panama để chuyển sang vùng bờ Tây, đi đến San Diego, California và Trân Châu Cảng. Tại khu vực quần đảo Hawaii từ tháng 7 đến tháng 9, nó thử nghiệm thủy âm cho Văn phòng Thủy văn và tham gia nhiều đợt thực hành tại chỗ trước khi quay trở về San Diego, nơi đặt làm cảng nhà cho đến năm 1941.
Trong suốt hai năm tiếp theo, Seal thực hành tập trận và huấn luyện phối hợp với các đơn vị không lực Hải quân và Lục quân dọc theo vùng bờ Tây và tại khu vực Hawaii. Đến mùa Thu năm 1941, trong thành phần Đội tàu ngầm 21, nó được điều động sang tăng cường cho Hạm đội Á Châu, rời Trân Châu Cảng vào ngày 24 tháng 10 và đi đến Manila, Philippines vào ngày 10 tháng 11. Nó đang hiện diện tại vùng biển Philippines khi Hải quân Đế Quốc Nhật Bản bất ngờ tấn công căn cứ Trân Châu Cảng vào ngày 7 tháng 12 khiến chiến tranh bùng nổ tại Mặt trận Thái Bình Dương.

### 1942

#### Chuyến tuần tra thứ nhất
Lên đường vào ngày 14 tháng 12, 1941 cho chuyến tuần tra đầu tiên trong chiến tranh, Seal hướng lên phía Bắc để đánh chặn tàu bè đang hướng đến phía Bắc đảo Luzon tăng cường cho các lực lượng đã đổ bộ lên Vigan và Aparri, Cagayan. Nó đi xuống phía Nam đến khu vực Vigan vào ngày 20 tháng 12, và ba ngày sau đó đã phóng ngư lôi đánh chìm tàu chở hàng Hayataka Maru (856 tấn) ngoài khơi Vigan, Luzon, tại tọa độ 17°35′B 120°12′Đ / 17,583°B 120,2°Đ.
Chuyển đến các lối tiếp cận vịnh Lingayen, rồi đến tháng 1, 1942 Seal lại hướng lên phía Bắc để tuần tra tại vịnh Lamon, vòng qua mũi Bojeador vào ngày 9 tháng 1, và mũi Engaño vào ngày 10 tháng 1. Khi phía Nhật Bản bắt đầu tấn công Đông Ấn thuộc Hà Lan tại Tarakan, Borneo và Minahasa, Celebes, chiếc tàu ngầm hướng xuống phía Nam đến eo biển Molucca. Đến ngày 20 tháng 1, nó tuần tra phía Đông Celebes, rồi đến ngày 27 tháng 1 đã hoạt động ngoài khơi Kendari trước khi đi đến căn cứ Soerabaja, lúc này còn do lực lượng Đồng Minh kiểm soát, đến nơi vào ngày 5 tháng 2.

#### Chuyến tuần tra thứ hai
Các đợt không kích hàng ngày của đối phương xuống Soerabaja đã buộc Seal phải lặn để ẩn nấp, và ngăn trở việc sửa chữa động cơ chính vốn đang gặp trục trặc cũng như bệ kính tiềm vọng. Nó lên đường đi sang cảng Tjilatjap ở bờ biển phía Nam đảo Java vào ngày 11 tháng 2, và ba ngày sau đó đã cặp bên mạn tàu tiếp liệu tàu ngầm Holland (AS-3) để bảo trì. Seal rời Tjilatjap rồi băng qua eo biển Lombok để tuần tra phía Bắc Java, và đến ngày 24 tháng 2 đã tấn công hai đoàn tàu vận tải đối phương nhưng chỉ gây hư hại cho một tàu buôn. Sang ngày hôm sau nó lại tấn công một tàu chiến đối phương nhưng không có kết quả, và thêm một sự kiện tương tự ngoài khơi Soerabaja vào ngày 1 tháng 3. Đến ngày 14 tháng 3, nó chuyển sang tuần tra lối tiếp cận Makassar, Celebes, rồi lên đường vào ngày 21 tháng 3 để quay trở về căn cứ tàu ngầm mới tại Fremantle, Australia, đến nơi vào ngày 9 tháng 4.

#### Chuyến tuần tra thứ ba
Trong chuyến tuần tra thứ ba xuất phát từ Fremantle từ ngày 12 tháng 5 đến ngày 4 tháng 7, tại khu vực Biển Đông ngoài khơi Đông Dương thuộc Pháp vào đêm 28 tháng 5, Seal đã phóng ngư lôi đánh chìm tàu buôn Tatsufuku Maru (1.946 tấn) ở lối ra vào phía Tây eo biển Balabac tại tọa độ 07°27′B 116°17′Đ / 7,45°B 116,283°Đ. Đến ngày 7 tháng 6, ngoài khơi vịnh Cam Ranh, nó tấn công một đoàn tám tàu buôn, và bị các tàu hộ tống và máy bay tuần tra đối phương phản công bằng mìn sâu, kéo dài suốt bảy giờ. Từ ngày 15 đến ngày 17 tháng 6, thời tiết xấu đã ngăn trở hoạt động, nên nó bắt đầu hành trình quay trở về căn cứ từ ngày 19 tháng 6, đi ngang qua các eo biển Balabac và Makassar để về đến Fremantle.

#### Chuyến tuần tra thứ tư
Trong chuyến tuần tra thứ tư từ ngày 10 tháng 8 đến ngày 2 tháng 10, Seal tiếp tục quay trở lại khu vực Biển Đông ngoài khơi Đông Dương thuộc Pháp. Nó bắt gặp mục tiêu đến 11 lần, nhưng hầu hết bị ảnh hưởng khi ngư lôi gặp trục trặc đi chệch mục tiêu, kích nổ sớm, đi bên dưới mục tiêu hay không kích nổ. Nó chỉ đánh trúng và gây hư hại cho tàu chở hành khách Kanju Maru (1.680 tấn) vào ngày 3 tháng 9, và tiếp tục theo dõi đối phương cho đến khi đánh chìm được mục tiêu hai ngày sau đó tại vị trí về phía Đông Nam mũi Paradan, tại tọa độ 11°00′B 109°32′Đ / 11°B 109,533°Đ. Tuy nhiên tài liệu thu được từ phía Nhật Bản sau chiến tranh không xác nhận chiến công này.

#### Chuyến tuần tra thứ năm
Lên đường vào ngày 24 tháng 10, Seal tiến hành chuyến tuần tra thứ năm tại khu vực Palau. Vào ngày 16 tháng 11, nó đánh chặn một đoàn năm tàu buôn được một tàu khu trục hộ tống, và phóng ngư lôi nhắm vào chiếc tàu buôn dẫn đầu. Chỉ một phút sau đó, chiếc tàu ngầm va chạm (hoặc có thể bị húc) với một tàu đối phương khác, làm hư hại nặng tháp chỉ huy, kính tiềm vọng và ăn-ten radar. Ngay sau đó nó bị tấn công bởi mìn sâu, và phải lặn xuống độ sâu 250 foot (76 m) để ẩn nấp, đồng thời nghe thấy âm thanh của một tàu đang bị đắm. Tài liệu thu được từ phía Nhật Bản sau chiến tranh xác nhận tàu vận chuyển Boston Maru (5.477 tấn) đã bị đánh chìm ngoài khơi Palau tại tọa độ 06°18′B 135°20′Đ / 6,3°B 135,333°Đ, nhưng không thể xác định đối phương đắm do trúng ngư lôi hay do va chạm với chiếc tàu ngầm. Sau khi quay trở về Trân Châu Cảng vào ngày 30 tháng 11, nó được sửa chữa tạm thời rồi lên đường quay trở về vùng bờ Tây để được sửa chữa đồng thời đại tu tại Xưởng hải quân Mare Island ở Vallejo, California.

### 1943

#### Chuyến tuần tra thứ sáu
Hoàn tất việc sửa chữa, Seal quay trở lại Trân Châu Cảng vào ngày 2 tháng 4, 1943, và lên đường vào ngày 14 tháng 4 cho chuyến tuần tra thứ sáu. Nó ghé đến Midway bốn ngày sau đó để tiếp thêm nhiên liệu và bắt đầu tuần tra tại khu vực Palau từ ngày 1 tháng 5. Sang ngày hôm sau, nó tấn công một tàu buôn bằng ngư lôi nhưng bị trượt, và bị máy bay tuần tra đối phương ném bom phản công. Đến ngày 4 tháng 5, nó phóng ngư lôi tấn công và đánh chìm tàu chở dầu San Clemente Maru (7.354 tấn) ở khoảng 50 nmi (93 km) về phía Đông Nam Palau, tại tọa độ 06°30′B 130°30′Đ / 6,5°B 130,5°Đ. Nó kết thúc chuyến tuần tra khi quay trở về Midway vào ngày 3 tháng 6, nơi nó được tái trang bị trong hai tuần và sau đó tiếp tục huấn luyện ôn tập.

#### Chuyến tuần tra thứ bảy
Trong chuyến tuần tra thứ bảy từ ngày 24 tháng 6 đến ngày 24 tháng 7, Seal hoạt động tại vùng biển chính quốc Nhật Bản ngoài khơi phía Đông Bắc đảo Honshū. Vào ngày 8 tháng 7, tại tọa độ 39°53′B 142°10′Đ / 39,883°B 142,167°Đ, nó chịu đựng đợt tấn công bằng bom và mìn sâu kéo dài trong mười giờ, và bị rò rỉ dầu và không khí. Nó buộc phải quay trở về Trân Châu Cảng để sửa chữa.

#### Chuyến tuần tra thứ tám
Trong chuyến tuần tra thứ tám, Seal đi đến khu vực phía Nam quần đảo Kuril vào ngày 27 tháng 8. Trong lúc đang lặn bốn ngày sau đó, cửa nắp tháp chỉ huy bị hỏng và bật mở, làm ngập nước phòng bơm trước khi con tàu có thể trồi lên mặt nước. Nó phải rút lui về phía Đông và tiến hành sửa chữa cho đến ngày 8 tháng 9. Quay trở lại vùng biển Okhotsk, nó tấn công hai tàu buôn vào ngày 17 tháng 9 nhưng không có kết quả, rồi rời khu vực vào ngày 25 tháng 9 và về đến Trân Châu Cảng vào ngày 4 tháng 10.

### 1944

#### Chuyến tuần tra thứ chín và thứ mười
Trong hai chuyến tuần tra tiếp theo, Seal phục vụ trinh sát hình ảnh cũng như tìm kiếm và giải cứu hỗ trợ cho các chiến dịch không kích tại Kwajalein từ ngày 7 tháng 11 đến ngày 19 tháng 12, 1943, rồi tại Ponape từ ngày 17 tháng 1 đến ngày 6 tháng 3, 1944. Chiếc tàu ngầm quay trở về Xưởng hải quân Mare Island để trải qua một đợt đại tu đồng thời thay thế động cơ.

#### Chuyến tuần tra thứ mười một
Trong chuyến tuần tra thứ mười một từ ngày 8 tháng 8 đến ngày 17 tháng 9 tại khu vực phía Bắc Hokkaidō và quần đảo Kuril, Seal truy lùng tàu bè di chuyển trên tuyến hàng hải đi đến Muroran, Matsuwa và Paramushiro. Vào ngày 24 tháng 8, nó phóng ngư lôi đánh chìm tàu buôn Tosei Maru (531 tấn) ngoài khơi bờ biển Đông Nam Hokkaido, tại tọa độ 42°30′B 144°05′Đ / 42,5°B 144,083°Đ.  Đến ngày 5 tháng 9, sau đợt truy đuổi kéo dài sáu giờ, nó phóng ngư lôi tấn công một tàu buôn được một tàu hộ tống bảo vệ, nhưng tất cả đều bị trượt. Vào đêm 8 tháng 9, nó bắt gặp một đoàn sáu tàu buôn được hai tàu hộ tống, và ba đợt tấn công trong đêm đó đã gây hư hại cho tàu khu trục Namikaze. Nó tiếp tục theo dõi đoàn tàu cho đến đêm hôm sau, lúc 20 giờ 26, khi nó đánh chìm được tàu vận tải Shonan Maru (5.859 tấn) trong biển Okhotsk về phía Bắc đảo Etorofu, tại tọa độ 47°57′B 148°15′Đ / 47,95°B 148,25°Đ, đồng thời gây hư hại cho ba chiếc khác trong đoàn tàu. Nó kết thúc chuyến tuần tra khi quay trở về Midway vào ngày 17 tháng 9.

#### Chuyến tuần tra thứ mười hai
Trong chuyến tuần tra thứ mười hai, cũng là chuyến cuối cùng, từ ngày 10 tháng 10 đến ngày 29 tháng 11, Seal tiếp tục hoạt động tại vùng biển quần đảo Kuril quen thuộc, tuy nhiên nó chỉ hai lần bắt gặp mục tiêu tiềm năng. Vào ngày 25 tháng 10, đang khi hoạt động dọc tuyến hàng hải Paramushiro, nó phóng ngư lôi đánh chìm tàu vận tải Hakuyo Maru (5.742 tấn) về phía Bắc đảo Urup tại tọa độ 50°18′B 150°50′Đ / 50,3°B 150,833°Đ. Ba tuần sau đó, nó phóng ngư lôi gây hư hại cho một tàu buôn ngoài khơi Etorofu. Sau khi tiếp tục tuần tra dọc bờ biển đảo mà không tìm thấy mục tiêu nào khác, nó rời khu vực vào ngày 17 tháng 11 để kết thúc chuyến tuần tra và quay về Trân Châu Cảng.

### 1945
Sau khi được tái trang bị, Seal hoạt động huấn luyện tại khu vực quần đảo Hawaii cho đến tháng 6, 1945, khi nó được điều sang vùng bờ Đông Hoa Kỳ. Nó tiếp tục vai trò tàu huấn luyện tại Căn cứ Tàu ngầm Hải quân New London cho đến khi chiến tranh kết thúc. Con tàu đi đến Boston, Massachusetts vào đầu tháng 11, nơi nó được cho xuất biên chế vào ngày 15 tháng 11, 1945, và được đưa về Hạm đội Dự bị Đại Tây Dương. Nó được huy động để phục vụ ngoài biên chế từ ngày 19 tháng 6, 1947, hoạt động như tàu huấn luyện cho Hải quân Dự bị Hoa Kỳ tại Boston, rồi chuyển đến Portsmouth, New Hampshire vào tháng 3, 1949 cho vai trò thương tự. Tên nó được cho rút khỏi danh sách Đăng bạ Hải quân vào ngày 1 tháng 5, 1956,
và con tàu bị bán để tháo dỡ sáu ngày sau đó.

## Phần thưởng
Seal được tặng thưởng mười Ngôi sao Chiến trận do thành tích phục vụ trong Thế Chiến II. Nó được ghi công đã đánh chìm bảy tàu Nhật Bản với tổng tải trọng 27.765 tấn.
|  |                           |  |
|  | Silver star · Silver star |  |

| Dãi băng Hoạt động Tác chiến  |                                                                          |                                      |
| Huân chương Chiến dịch Hoa Kỳ | Huân chương Chiến dịch Châu Á-Thái Bình Dương với 10 Ngôi sao Chiến trận | Huân chương Chiến thắng Thế Chiến II |